# Габерцеттель, Иоган Андрей Леопольд
Иоган Андрей Леопольд Габерцеттель (нем. Johann Andreas Leopold Haberzettel; 1753—1823) — придворный камер-музыкант, валторнист, музыкальный педагог, композитор.

## Биография
Родился 29 июня (10 июля) 1753 года в Богемии, уроженец Карслбада.
Приехал в Россию и 12 октября 1780 года поступил на службу в придворный оркестр в Санкт-Петербурге валторнистом 1-го разряда, с жалованием в 500 руб. и контрактом на 2 года. Затем продолжал службу без контракта. Со дня основания в 1802 году Санкт-Петербургского филармонического общества был его членом.
Умер 3 (15) апреля 1823 года в Санкт-Петербурге и погребён на Волковом лютеранском кладбище.
Имел сыновей:
- Иван (1788—1862) — придворный музыкант, композитор, музыкальный педагог; его внук — Виктор Фёдорович Габерцеттель (1864—1912), архитектор и художник.
- Иосиф (1791—1853) — академик живописи
- Пётр (1792—1851) — архитектор[4][5].